# Heilongjiang Indoor Rink
De Heilongjiang Indoor Rink Harbin-Nangang is een ijsbaan in de stad Harbin in de provincie Heilongjiang in China. De ijsbaan deed in 1996 dienst als ijsbaan voor het onderdeel schaatsen op de Aziatische Winterspelen 1996 in Harbin. Sinds 1996 zijn er veel nationale kampioenschappen gehouden en ook zijn er enkele internationale wedstrijden gereden.

## Grote wedstrijden
Internationale kampioenschappen
- 2009 - Winteruniversiade

Continentale kampioenschappen
- 1996 - Aziatische Winterspelen
- 2001 - CK Azië
- 2003 - CK Azië
- 2006 - CK Azië
- 2011 - CK Azië
- 2025 - Aziatische Winterspelen

Wereldbekerwedstrijden
- 2002/2003 - Wereldbeker 5 sprint
- 2003/2004 - Wereldbeker 6 sprint
- 2004/2005 - Wereldbeker 5 sprint
- 2006/2007 - Wereldbeker 4 sprint
- 2012/2013 - Wereldbeker 5 sprint
- 2016/2017 - Wereldbeker 1

Nationale kampioenschappen
- 2001 - CK afstanden
- 2001 - CK sprint
- 2004 - CK allround
- 2004 - CK sprint
- 2004 - CK afstanden
- 2005 - CK sprint
- 2005 - CK allround
- 2006 - CK sprint
- 2006 - CK allround
- 2007 - CK sprint
- 2007 - CK allround
- 2008 - CK afstanden
- 2009 - CK afstanden
- 2010 - CK afstanden
- 2011 - CK afstanden
- 2012 - CK sprint
- 2012 - CK allround
- 2013 - CK afstanden
- 2014 - CK sprint
- 2014 - CK allround
- 2015 - CK afstanden
- 2016 - CK sprint
- 2016 - CK allround

## Baanrecords
| Afstand              | Schaatser                                | Land | Tijd     | Datum      |
| -------------------- | ---------------------------------------- | ---- | -------- | ---------- |
| 100 m                | Gao Tingyu                               | CHN  | 09,35    | 08-02-2025 |
| 500 m                | Lee Kang-seok                            | KOR  | 34,82    | 19-02-2009 |
| 1000 m               | Ning Zhongyan                            | CHN  | 1.08,81  | 11-02-2025 |
| 1500 m               | Ning Zhongyan                            | CHN  | 1.45,85  | 08-02-2025 |
| 3000 m               | Park Seok-min                            | KOR  | 3.58,03  | 22-11-2009 |
| 5000 m               | Sven Kramer                              | NED  | 6.21,60  | 11-11-2016 |
| 10.000 m             | Arjen van der Kieft                      | NED  | 13.35,31 | 25-02-2009 |
| Ploegenachtervolging | Sven Kramer Patrick Roest Douwe de Vries | NED  | 3.45,33  | 12-11-2016 |
| 2×500 m              | Lee Kang-seok                            | KOR  | 69,820   | 19-02-2009 |
| Sprintvierkamp       | Lee Kyou-hyuk                            | KOR  | 139,470  | 03-12-2006 |
| Minivierkamp         | Yang Dongsheng                           | CHN  | 158,073  | 27-02-2016 |
| Kleine vierkamp      | Li Bailin                                | CHN  | 156,672  | 26-03-2010 |
| Grote vierkamp       | Ning Zhongyan                            | CHN  | 152,856  | 10-01-2020 |

| Afstand              | Schaatsster                                   | Land | Tijd    | Datum      |
| -------------------- | --------------------------------------------- | ---- | ------- | ---------- |
| 100 m                | Yu Jing                                       | CHN  | 10,29   | 19-02-2009 |
| 500 m                | Lee Sang-hwa                                  | KOR  | 37,65   | 16-12-2012 |
| 1000 m               | Han Mei                                       | CHN  | 1.15,85 | 11-02-2025 |
| 1500 m               | Heather Bergsma                               | USA  | 1.57,00 | 13-11-2016 |
| 3000 m               | Martina Sáblíková                             | CZE  | 4.08,26 | 11-11-2016 |
| 5000 m               | Masako Hozumi                                 | JPN  | 7.16,32 | 29-12-2010 |
| Ploegenachtervolging | Antoinette de Jong Marrit Leenstra Ireen Wüst | NED  | 3.04,01 | 12-11-2016 |
| 2×500 m              | Lee Sang-hwa                                  | KOR  | 76,360  | 19-02-2009 |
| Sprintvierkamp       | Lee Sang-hwa                                  | KOR  | 153,105 | 16-12-2012 |
| Minivierkamp         | Nan Sun                                       | CHN  | 166,896 | 06-12-2014 |
| Kleine vierkamp      | Wang Fei                                      | CHN  | 166,884 | 12-01-2006 |